# Nicolas Vogondy

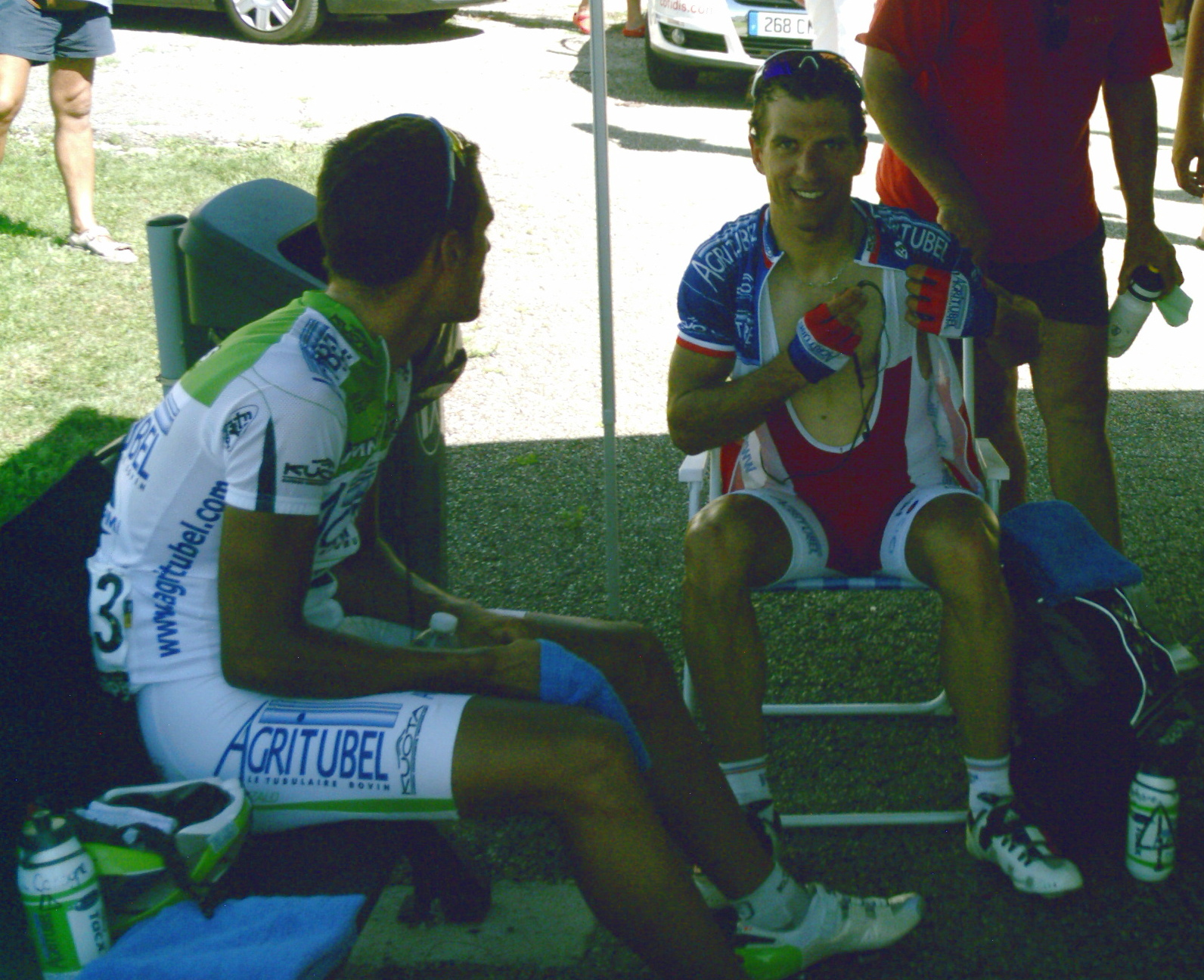
Nicolas Vogondy

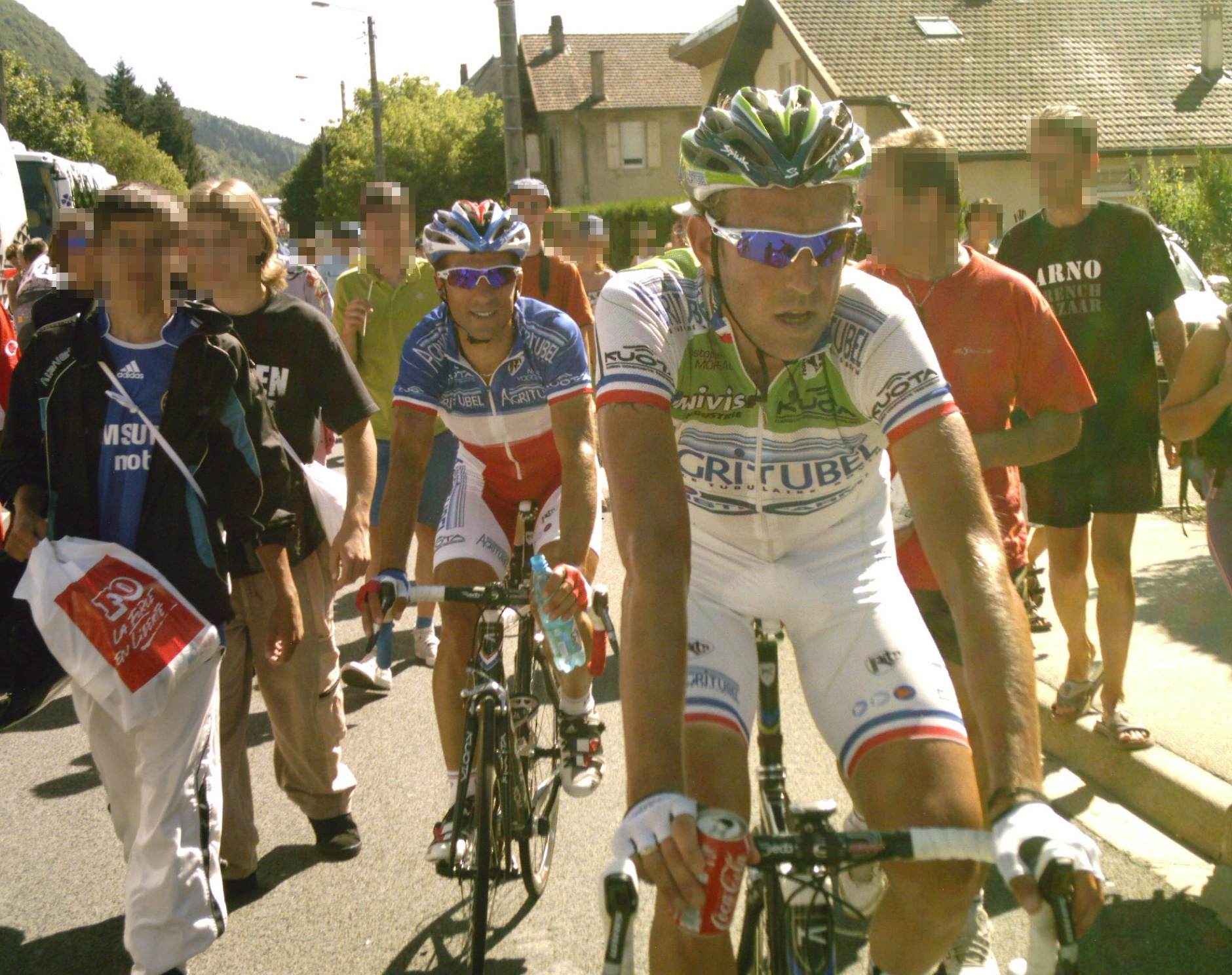
Nicolas Vogondy et Christophe Moreau

Nicolas Vogondy (ur. 8 sierpnia 1977 w Blois, Francja) – francuski kolarz szosowy, zawodnik grupy Bbox Bouygues Telecom.
Vogondy jako junior zwyciężył w Tour de Lorraine. Profesjonalnym kolarzem stał się w 1997 roku, kiedy został zawodnikiem drużyny La Française des Jeux. Pierwszym zwycięstwem podczas jego profesjonalnej kariery było wygranie trzeciego etapu w Tour de Normandie. W 1999 roku zwyciężył w czwartym etapie wyścigu Circuit des Mines. Na następne sukcesy musiał czekać trzy lata. W 2002 został mistrzem Francji w kolarstwie szosowym. Ponadto zwyciężył w szóstym etapie Circuit des Mines i wygrał wyścigi: Criterium Polynormand, Bol d’Or des Monédières Chaumeil oraz Criterium Saran. Rok później osiągnął dwa kolejne sukcesy. Pierwszym z nich było zwycięstwo w wyścigu A Travers le Morbihan, a drugim pierwsze miejsce w trzecim etapie Tour du Limousin, co dało mu jednocześnie zwycięstwo końcowe w tym wyścigu. W 2004 roku Vogondy wygrał piąty etap Regio Tour International, natomiast w 2005 zwyciężył w Route du Sud. Pomiędzy tymi turniejami zmienił drużynę na Crédit Agricole. W 2006 jego największymi sukcesami były zwycięstwo w wyścigu Châteauroux Classic oraz piąty etap Tour du Poitou. Rok później Vogondy zwyciężył w drugich etapach turniejów Rhône-Alpes Isère Tour oraz Boucles de la Mayenne. W drugim z nich zwyciężył również w klasyfikacji generalnej. Od 2007 roku jest zawodnikiem Agritubel. W 2008 Vogondy został mistrzem Francji. Wygrał ponadto 1 etap i klasyfikacje generalną turnieju Les 3 Jours de Vaucluse. Podczas piątego etapu Tour de France 2008 jechał w ucieczce przez ponad 200 kilometrów i został doścignięty na ok. 10 metrów przed metą. Został wybrany najbardziej walecznym zawodnikiem tego etapu.
W 2010 roku wygrał 4. etap w prestiżowym wyścigu Critérium du Dauphiné, zajmując 6. miejsce w klasyfikacji generalnej. Został także mistrzem Francji w jeździe indywidualnej na czas.

## Sukcesy
1995
1, Tour de Lorraine (jako junior)
1997
1, Etap 3, Tour de Normandie
1999
1, Etap 4, Circuit des Mines
2002
1, Etap 6, Circuit des Mines
1, Criterium Polynormand
1,  Mistrzostwo Francji
1, Bol d’Or des Monédières Chaumeil
1, Criterium Saran
2003
1, A Travers le Morbihan
1, Etap 3, Tour du Limousin
2004
1, Etap 5, Regio Tour International
2005
1, Etap 1, Route du Sud
2006
1, Châteauroux-Classic de l'Indre
1, Etap 5, Tour du Poitou
2007
1, Etap 2, Rhône-Alpes Isère Tour
1, Etap 2, Boucles de la Mayenne
1, overall, Boucles de la Mayenne
2008
1, Etap 1 & Overall, Les 3 Jours de Vaucluse
1,  Mistrzostwo Francji
 Najbardziej waleczny kolarz 5. etapu Tour de France
2010
wygrany 4. etap i 6. miejsce w klasyfikacji generalnej w Critérium du Dauphiné
1,  Mistrzostwo Francji w jeździe indywidualnej na czas
15. miejsce Mistrzostwa świata w jeździe indywidualnej na czas